# Филиппово (Грязовецкий район)
Филиппово — деревня в Грязовецком районе Вологодской области.
Входит в состав Юровского муниципального образования, с точки зрения административно-территориального деления — в Минькинский сельсовет.
Расстояние до районного центра Грязовца по автодороге — 39,5 км, до центра муниципального образования Юрово по прямой — 11 км. Ближайшие населённые пункты — Алферово, Фомское, Бурково.
По переписи 2002 года население — 8 человек.